# Karl Josef von Mylius

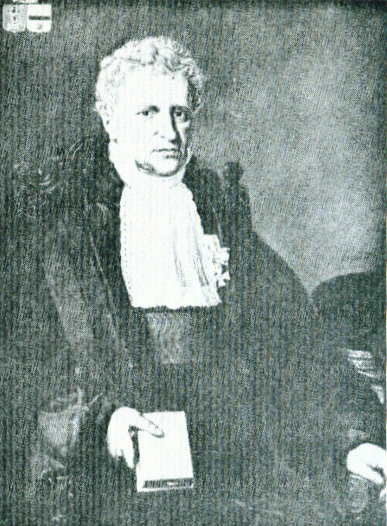
Karl Josef Freiherr von Mylius

Karl Josef Freiherr von Mylius (* 6. Dezember 1778 in Köln; † 24. Dezember 1838 ebenda) war ein Jurist und Oberbürgermeister von Köln aus dem Adelsgeschlecht Mylius.

## Biografie

### Herkunft und Familie
Das Geschlecht von Mylius ist ein sehr altes, zu den adeligen „Patriciaten“ der ehemals Freien und Reichsstadt Köln gehöriges Geschlecht, das bedeutende Stadtämter innehatte und 1775 in den Reichsfreiherrenstand erhoben wurde. 
Mylius Eltern waren der in königlich sardinischen Diensten stehende Major und spätere Kölner Ratsherr Hermann Joseph Freiherr (seit dem 9. Dezember 1775) von Mylius (getauft 10. April 1738 in Köln; † 29. August 1786 ebenda) und dessen Ehefrau Maria Elisabeth Walburga von Heinsberg (getauft 17. März 1742 in Köln; † 3. August 1805 ebenda).
Anton Ulrich Joseph von Mylius (* 11. Dezember 1742 Köln; † 2. Februar 1812 Prag) und Caspar Josef Carl von Mylius (1749–1831), zwei Brüder seines Vaters, dienten in der österreichischen Armee und brachten es dort zum Rang des Feldmarschalleutnants.
Im 19. Jahrhundert teilte sich die Familie in zwei Linien. Die Oberhäupter der beiden männlichen Linien waren:
- Karl Josef von Mylius’ Sohn Freiherr Eberhard von Mylius (1813–1861), Oberprocurator beim Landgericht in Köln.
- Der Sohn des Feldmarschalleutnant Freiherr Caspar Josef Carl von Mylius, Freiherr Everhard von Mylius, Kämmerer und Oberstlieutenant in der österreichischen Armee.

### Frühe Jahre
Über seine Kindheit und schulische Laufbahn ist nichts bekannt. Er studierte Rechtswissenschaften an den Universitäten Köln, Jena und Göttingen. Anschließend trat er am 3. August 1804 als Adjunkt in den Dienst der französischen Munizipalverwaltung seiner Heimatstadt. Am 22. Oktober des gleichen Jahres wurde er als Präfekturrat des Départements de la Roer nach Aachen berufen. Diese Position förderte seine Karriere und fünf Jahre später amtierte er bereits als Präfekt ad interim des Département Ems des rechtsrheinisch gelegenen Großherzogtums Berg in Münster. Dieses Amt behielt er bis zur französischen Besetzung und Aufteilung in das Département de l’Ems-Supérieur und dem Département Ruhr am 1. Januar 1811. Ab dem 6. Februar 1812 war er Senatspräsident am Appellationsgerichtshof Düsseldorf. 

### Als Oberbürgermeister von Köln
Obwohl Mylius als Jurist die Tätigkeit beim Appellationsgerichtshof sehr schätze, ließ er sich dennoch von dem Gouverneur im Generalgouvernement Niederrhein Johann August Sack zum ersten, zunächst kommissarischen, Oberbürgermeister der Stadt Köln einsetzen. Zugleich übernahm er dazu auch den Vorsitz der örtlichen Handelskammer. Köln war zusammen mit der Provinz Jülich-Kleve-Berg bei der territorialen Neuordnung des Wiener Kongresses gerade erst an das Königreich Preußen gekommen. Mylius’ Amtsvorgänger war seit 1803 Johann Jakob von Wittgenstein.
Mylius ging mit großem Elan und Tatkraft an sein neues Amt. Gleich zu Beginn seiner Amtszeit veranlasste er die Zusammenstellung einer Denkschrift mit den Wünschen der Kölner Bürgerschaft an die neuen preußischen Machthaber, die unter anderem eine liberale Verfassung, Erneuerung des Stapelrechts, Ausweitung der Stadtgrenzen, Verlegung wichtiger rheinischer Behörden und Rückverlegung des Erzbischofsitzes in die Stadt sowie die Wiedererrichtung der Universität umfassten. Im Sommer 1815 reiste er mit einer Delegation Kölner Bürger selbst nach Paris um dem preußischen König Friedrich Wilhelm III. die Denkschrift selbst zu überbringen. Eine Audienz blieb ihm allerdings versagt.
Die Wiedererrichtung der Universität erfolgte nicht, stattdessen stiftete Friedrich Wilhelm III. die Universität in Bonn. Auf dem Gebiet der Schulpolitik sowie beim Armenwesen konnte Mylius jedoch Erfolge verzeichnen und vielfältige Verbesserungen erreichen.
Am 12. April 1816 begrüßte Mylius den neu eingesetzten preußischen Regierungspräsidenten der Provinz Jülich-Kleve-Berg Friedrich zu Solms-Laubach in Köln. Dieser war sein direkter Vorgesetzter. Solms-Laubach war die Verbesserung des Kölner Polizeiwesens ein besonderes Anliegen, ein Amtsbereich, der bis dahin Teil der Amtsbefugnisse des Oberbürgermeisters war.
In der Folge wurde das Amt eines Kölner Polizeipräsidenten von der preußischen Provinzverwaltung neu geschaffen und Georg Karl Philipp von Struensee, ein protestantischer preußischer Verwaltungsbeamter, der zuvor Polizeipräsident Magdeburgs gewesen war, wurde in die Position eingesetzt. Er trat im Februar 1817 sein Amt an. In der Folge entwickelte sich ein scharfer Konflikt zwischen den Männern, da Mylius Amtsgewalt durch das Amt Struensees stark eingeschränkt wurde. Zudem gab es persönliche Differenzen, da Struensee unnachgiebig für die preußischen Interessen und gegen rheinländische Souveränitätsbestrebungen, sowie gegen den Karneval vorging, dazu als penibler Zensor tätig wurde und ein Spitzelsystem für Preußen in der Stadt errichtete.
1816 wollte Mylius den in Paris ausgebildeten Architekten Johann-Peter Weyer 1816 als Stadtbaumeister einstellen, jedoch dauerte seine Amtseinführung wegen der politischen Unstimmigkeiten bis zum Jahre 1826.
Der Konflikt sowie Mylius Scheitern bei der Einführung einer städtischen Verfassung waren schließlich die Gründe, warum Mylius sei Oberbürgermeisteramt zum 31. August 1819 aufgab.

### Rückkehr in den Justizdienst
Darauf kehrte Mylius in den von ihm bevorzugten Justizdienst zurück, wurde zunächst Appellationsrat, später als Geheimer Justizrat Senatspräsident des Rheinischen Appellationsgerichtshofes in Köln. 
Nachdem 1826 der Provinziallandtag der Rheinprovinz eingerichtet worden war, wurde von Mylius im Stand der Rittergutsbesitzer (er war Besitzer des Gutes Aldenrath) in den Regierungsbezirken Koblenz/Trier/Köln als stellvertretender Abgeordneter gewählt. Zum ersten Provinziallandtag wurde er als Stellvertreter einberufen. Von 1833 bis 1837 war er gewählter Abgeordneter im Provinziallandtag. Er trat dabei weiterhin für eine städtische Kommunalordnung sowie die Beibehaltung des Rheinischen Rechts ein. Daneben war Mylius auch Dirigent des Verwaltungsrats des Kölner Gymnasial- und Stiftungsfonds.
Die preußische Anerkennung des Freiherrnstandes durch ministerielles Reskript erhielt Mylius am 12. August 1826.
1831 wurde Mylius zum Präsidenten des neu geschaffenen dritten Zivilsenats des Appellationsgerichtshofes ernannt.
1832 war Mylius kurzzeitig Kandidat für das Amt des Regierungspräsidenten der Rheinprovinz, unterlag dann aber Anfang 1834 Karl Ruppenthal aus konfessionspolitischen Gründen.
Daraufhin blieb Mylius bis zu seinem Tode Senatspräsident am Appellationsgerichtshof.

## Ehrungen
Mylius erhielt den Roten Adlerorden III. Klasse. In Köln-Neuehrenfeld ist die Myliusstraße nach ihm benannt.

## Familie
Mylius heiratete am 22. September 1812 in Köln Maria Walburga, geb. Freiin Geyr von Schweppenburg (* 24. September 1789 in Köln; † 5. Juli 1872 ebenda), die Tochter des Geheimrats Cornelius Freiherr Geyr von Schweppenburg und dessen Frau Adelgundis, geb. Von Beywegh. Das Paar hatte neun Kinder, darunter Eberhard von Mylius (1813–1861), wie sein Vater Jurist und Oberprocurator beim Landgericht in Köln sowie Karl von Mylius (1818–1893), Rittergutsbesitzer und Abgeordneter.